# شیءانگاری

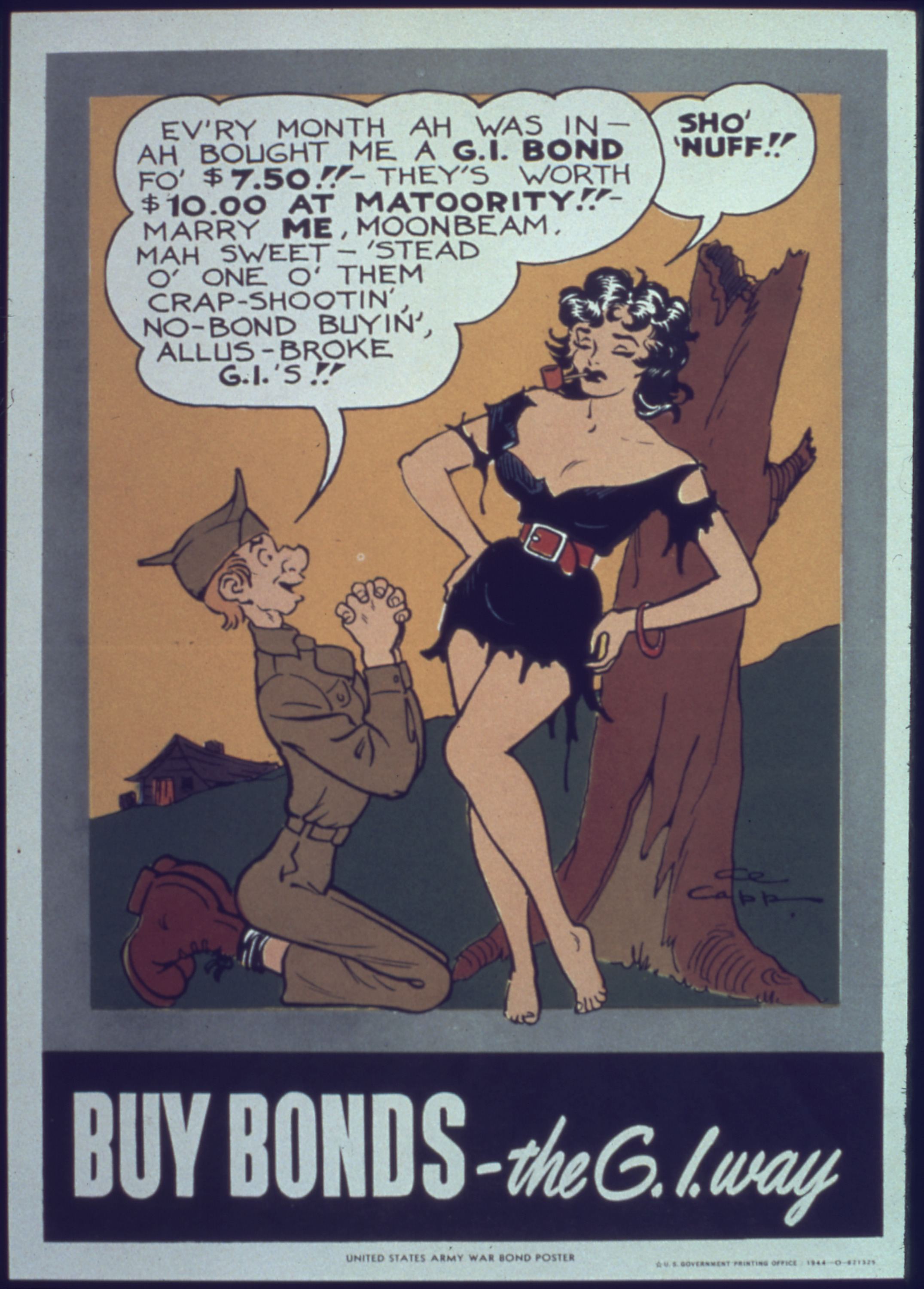
نگاره ای از شی ء انگاری

شیءانگاری (به انگلیسی: Objectification) واژه‌ای است در فلسفه و روان‌شناسی که به معنی مواجهه و رفتار با دیگران به مثابه اشیاء است.
در حالت خاصی از این فروکاستن که خودشیء‌انگاری نامیده می‌شود فرد بیشتر از دیدگاه سوم شخص درباره بدن خود می‌اندیشد و آن را ارزیابی می‌کند. در نتیجه بر صفات «قابل مشاهده» از وجود خود تأکید کرده و به عبارت دیگر سؤالش این است: «من چگونه به نظر می‌رسم؟». وی کمتر به دیدگاه اول شخص توجه می‌کند که قاعدتاً تأکید آن باید بر صفات اول شخص و « نامشهود» یا ممتاز وجود او باشد، تا سؤالش به‌طور مثال این باشد: «من چه احساسی دارم؟». این وضعیت شناختی در زنان بیشتر از مردان مشاهده شده‌است.